# Comuna Slavhorod, Krasnopillea
Slavhorod (în ucraineană Славгород) este o comună în raionul Krasnopillea, regiunea Sumî, Ucraina, formată din satele Porozok, Slavhorod (reședința) și Verhnea Pojnea.

## Demografie
Componența lingvistică a comunei Slavhorod
     Ucraineană (55,07%)
     Rusă (44,76%)
     Alte limbi (0,17%)
Conform recensământului din 2001, majoritatea populației comunei Slavhorod era vorbitoare de ucraineană (55,07%), existând în minoritate și vorbitori de rusă (44,76%).